# Rio Aurul
O Rio Aurul é um rio da Romênia afluente do rio Rosua, localizado no distrito de Bistriţa-Năsăud.